# Antonie Barthová
Barbara Antonie Barthová (25. října 1871 – 23. května 1956) byla druhá manželka vévody Ludvíka Bavorského.

## Život
Antonie Barthová byla dcerou Ludwiga Bartha a Marie Kláry Beyhlové a vyrůstala v Mnichově. Jako baletní tanečnice mnichovského dvorního divadla upoutala pozornost ovdovělého vévody Ludvíka Bavorského, který se s ní morganaticky oženil v Mnichově 19. listopadu 1892; Antonie, která byla povýšena do šlechtického stavu jako Frau von Bartolf teprve tři dny před svatbou, byla tedy švagrovou císařovny Sissi.
Mezi Antonií a Ludvíkem byl věkový rozdíl 40 let, od začátku se tak předpokládalo, že manželství nebude příliš ideální. Antonie si v Bayreuthu brzy našla mladšího milence, Maxmiliána Mayrema. V roce 1913 se jí narodila dcera. Vévoda se s ní na základě toho rozvedl.
Antonie se pak 14. června 1914 v Mnichově provdala za otce svého dítěte. Zemřela 23. května 1956 v bavorském Garmisch-Partenkirchenu. Je pohřbena na hřbitově v Bad Reichenhallu.
Její jediná dcera Helene (1913–2006) se v roce 1971 provdala za dvakrát ovdovělého prince Fridricha Kristiána ze Schaumburg-Lippe (1906–1983).